# Macrolyrcea monochorda
Macrolyrcea monochorda är en fjärilsart som beskrevs av Louis Beethoven Prout 1916. Macrolyrcea monochorda ingår i släktet Macrolyrcea och familjen mätare. Inga underarter finns listade i Catalogue of Life.